# Michael Telljohann
Michael Telljohann (* 9. März 1969) ist ein ehemaliger deutscher Fußballspieler.

## Karriere
Michael Telljohann stammte aus der Jugend des MSV Duisburg und gehörte zwei Jahre zum Kader der ersten Mannschaft. In seinem ersten Seniorenjahr, der Saison 1988/89, absolvierte er 22 Oberligaeinsätze und schaffte mit dem MSV als Meister den Aufstieg in die 2. Bundesliga. In der Saison 1989/90 kam Telljohann unter Trainer Willibert Kremer zu seinem einzigen Zweitligaspiel, als er beim 0:2 gegen Fortuna Köln für Michael Struckmann in der zweiten Halbzeit eingewechselt wurde. Später wechselte er für ein Jahr nach Belgien zu Lierse SK. Ab 1991 spielte er für den 1. FC Bocholt in der Oberliga Nordrhein, mit dem er 1993/94 in die Regionalliga West/Südwest aufstieg.